# Schloss Niedertrostberg

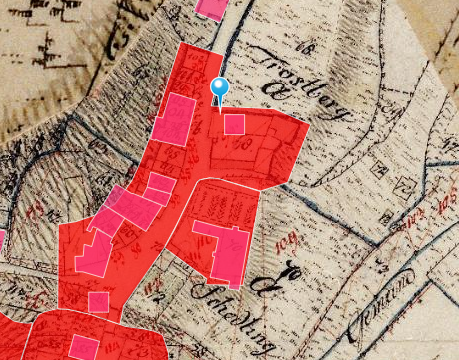
Lageplan von Schloss Niedertrostberg auf dem Urkataster von Bayern

Das Schloss Niedertrostberg in Trostberg (Schedling 8) ist ein ehemaliges Hofmarksschloss und dient heute als Alten- und Pflegeheim. Die „Kapelle im Alten Krankenhaus (heute Alten- und Pflegeheim)“ von 1864/65 ist unter der Aktennummer D-1-89-157-147 ein Baudenkmal gemäß dem Bayerischen Denkmalschutzgesetz. „Untertägige spätmittelalterliche und frühneuzeitliche Befunde im Bereich der vorstädtischen Siedlungserweiterung Schedling mit abgegangenem Adelssitz Niedertrostberg“ werden als Bodendenkmal unter der Aktennummer D-1-7941-0231 geführt.

## Geschichte
Die Herren zu Trostberg gelten als Erbauer von Schloss Niedertrostberg. Hans Schedlinger wird 1403 im toerringischen Lehensbuch als Inhaber des Sitzes Schedling erwähnt, der nach dem Aussterben der Trostberger in der Folge bis 1833 gemeinsam mit Niedertrostberg eine kleine Hofmark bzw. ein Patrimonialgericht bildete. 1855 wurden beide Schlösser durch Sigmund Graf Berchem von Piesing an die Gemeinde Trostberg verkauft, welche Schloss Niedertrostberg der Bruderhausstiftung Trostberg übergab. Nach 1864/65 erfolgte der Umbau zum Krankenhaus.